# ER=EPR

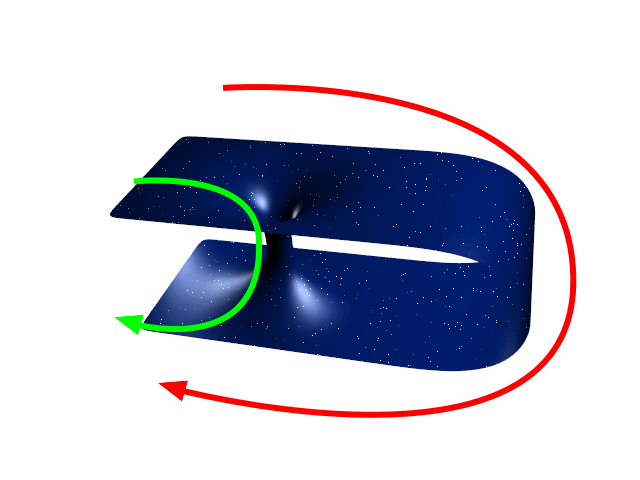
兩個時空不同的黑洞通過蟲洞連接在一起。

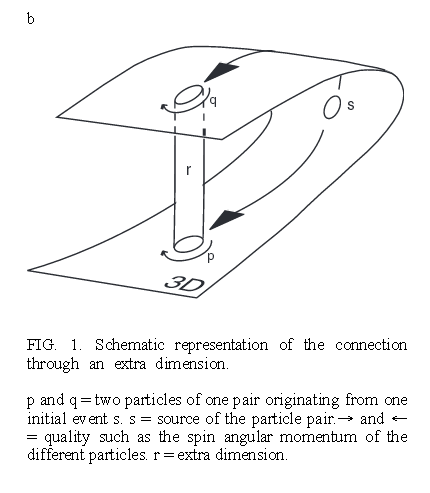
兩個粒子通過量子糾纏進行非局域性地傳遞信息。

在物理學裡，ER=EPR猜想表明，兩個量子糾纏的粒子彼此之間的連結是一個蟲洞（愛因斯坦-羅森橋）。 「ER」是英文「Einstein–Rosen」（愛因斯坦-羅森）的簡寫，指的是愛因斯坦-羅森橋，其主要論題為連接兩個黑洞的隧道的存在的可能性。「EPR」是「Einstein–Podolsky–Rosen」（愛因斯坦-波多爾斯基-羅森）的簡寫，指的是愛因斯坦-波多爾斯基-羅森弔詭，其主要論題為兩個微觀粒子彼此之間的量子糾纏關係。ER=EPR猜想試圖揭露時空幾何、量子場論、量子信息理論這幾個學術領域彼此之間的關係。:171

## 概述
2013年，史丹福大學教授李奧納特·色斯金與普林斯頓高等研究院教授胡安·馬爾達西那共同提出了ER=EPR猜想。
他們提議，連結一對黑洞的無法鑽探的蟲洞，即愛因斯坦-羅森橋，等價於這對黑洞的最大糾纏。如果這猜想正確，則蟲洞與量子糾纏不是兩個毫不相干的論題，而是同樣拓樸理念的兩種表現。這連結概念或許是量子時空的基礎。:171
「ER=EPR」符號公式在等號左邊的兩個字母「ER」是英文「Einstein–Rosen」（愛因斯坦-羅森）的簡寫， 阿爾伯特·愛因斯坦與納森·羅森共同發表論文描述愛因斯坦-羅森橋，其主要論題為連接兩個黑洞的隧道的存在的可能性，這隧道被稱為「愛因斯坦-羅森橋」。符號公式在等號右邊的三個字母「EPR」是「Einstein–Podolsky–Rosen」（愛因斯坦-波多爾斯基-羅森）的簡寫，愛因斯坦、鮑裡斯·波多爾斯基與羅森共同發表論文描述愛因斯坦-波多爾斯基-羅森弔詭，其主要論題為兩個微觀粒子彼此之間的量子糾纏關係。這兩篇論文都是在1935年發表於期刊《物理評論》，但作者們並沒有強調兩個論題在內涵方面有任何關連。

量子力學與廣義相對論都是超級成功的理論，它們分別預測了一些異常奇特的現象，並且學者做實驗獲得的結果通常與它們的預測相符合。然而，學者無法解釋為什麼他們不能合併成單獨一個理論。大多數學者認為，使用某種方法，它們最終會被合併在一起，但是，至今為止，這最終結果仍舊被大自然持守為一個秘密。
ER=EPR建議，它們彼此之間的關連可以從蟲洞這時空隧道找到。色斯金在一篇論文裡表示，ER=EPR告訴我們，組成宇宙的極為複雜網路的糾纏次系統，也是極為複雜網路的愛因斯坦-羅森橋，如果ER=EPR屬實，則這事實將是件大事，將會影響量子學的基礎與詮釋。

## 外部連結
- "ER = EPR" or "What's Behind the Horizons of Black Holes?"（页面存档备份，存于）. 李奧納特·色斯金，史丹福理論物理研究院，2014年11月4日。